# Мелетий (Метаксакис)
Патриа́рх Меле́тий (греч. Μελέτιος, в миру Эммануи́л Метакса́кис, греч. Εμμανουήλ Μεταξάκης; 21 сентября 1871, Парсас — 28 июля 1935, Александрия) — греческий религиозный и общественный деятель, Папа и патриарх Александрийский и всей Африки (под именем Мелетий II 1926—1935). Ранее — патриарх Константинопольский (под именем Мелетий IV 1921—1923); архиепископ Афинский и всея Эллады (под именем Мелетий III 1918—1920); митрополит Китийский Церкви Кипра (1910—1918).
Один из наиболее противоречивых деятелей Православия в XX веке. Проводил новостильную реформу и стоял у истоков экуменического движения, был единственным в истории Православной церкви лицом, последовательно возглавлявшим три различные поместные автокефальные церкви.

## Биография
В 1889 году поступил в Семинарию Святого Креста в Иерусалиме, где обучался до её временного закрытия в 1891 году.
В 1891 году игуменом монастыря Вифлеем архиепископом Фаворским Спиридоном (будущим патриархом Антиохийским) хиротонисан во иеродиакона с наречением имени Мелетий.
После возобновления деятельности семинарии в Иерусалиме вновь продолжил обучение.
В 1900 году окончил семинарию с отличием и патриархом Иерусалимским Дамианом назначен секретарём Священного синода Иерусалимского патриархата.
В 1908 году патриарх Иерусалимский Дамиан изгнал Мелетия вместе с архимандритом Хризостомом (Пападопулосом), будущим Архиепископом Афинским, из Святогробского Братства за «деятельность против Святого Гроба».
По утверждению историка Александра Зервудакиса, офицера британского Министерства обороны (1944—1950), в 1909 году архимандрит Мелетий посетил оккупированный британцами Кипр и здесь, вместе с двумя другими православными священнослужителями, вступил в ряды английской масонской ложи.
В феврале 1910 года, по получении разрешение патриарха Дамиана на переход в Кипрскую православную церковь, был избран на митрополичью Китийскую кафедру (Ларнака). 4 апреля последовала его архиерейская хиротония. Одним из первых деяний нового митрополита стало создание в Ларнаке духовной семинарии. Для преподавания в новообразованном учебном заведении Мелетий пригласил своего давнего друга и старшего товарища архимандрита Хризостома (Пападопулоса). По инициативе митрополита Мелетия в Ларнаке также открылось торговое училище, позже при его участии было создано агрономическое училище в Лимасоле. Повышенное внимание к образовательной сфере было связано с действием на Востоке, и в частности на территории Кипра, зарубежных учебных заведений, которые были очагами политического и идеологического влияния и открытого прозелитизма.
После смерти 13 ноября 1912 года патриарха Константинопольского Иоакима III, выдвигал свою кандидатуру на Константинопольский престол, но его кандидатура была отклонена.

### Архиепископ Афинский
В 1916 году переехал в Грецию, где, при поддержке Элефтериоса Венизелоса, находившегося во главе греческого правительства, был избран в 1918 году Архиепископом Афинским. Он считал «положение Православной церкви в России сейчас изменилось, и есть более благоприятные перспективы на сближение с Западом».
После ухода в 1920 году Венизелоса из власти, 20 ноября был смещён с кафедры и сослан на остров Закинф в монастырь. В феврале 1921 года отбыл в США. Пользуясь признанием в качестве законного Архиепископа Афинского (которому в 1908 году поручалось управление греческими общинами в Северной Америке) со стороны клира в США, руководил преобразованием их 15 сентября 1921 года в «Греческую архиепископию», в 1922 году официально признанную штатом Нью-Йорк.

### Патриарх Константинопольский
В 1921 году в Стамбуле произошло избрание новым патриархом митрополита Германа (Каравангелиса), за которого проголосовали 16 из 17 членов Священного синода. Но к новоизбранному патриарху явилась некая делегация, которая сообщила, что «Мелетий имеет возможность внести 100 тысяч долларов на нужды патриархии», поэтому национальные интересы требуют, чтобы патриархом Константинопольским был избран именно он. «Ради блага народа я принял это предложение», — писал митрополит Герман. Вскоре для избрания Мелетия был полностью заменен состав Константинопольского синода, который и избрал его патриархом. В то же самое время на совещании в Салониках большинство архиереев Константинопольского патриархата (7 членов Священного синода и около 60 архиереев) заявили, что избрание Мелетия «проведено при явном нарушении священных канонов». Антиохийский, Александрийский и Иерусалимский патриархи поддержали этот протест.
25 ноября 1921 года избран на вдовствовавшую более трёх лет Константинопольскую Патриаршую кафедру. Без согласия османского правительства прибыл в оккупированный тогда войсками Антанты Константинополь (Стамбул) на корабле под византийским флагом.
Одним из первых его актов 1 марта 1922 года было упразднение томоса патриарха Иоакима III 1908 года, что возвращало греческие приходы в Америке в юрисдикцию Константинопольского патриархата (официально оформлено 11 мая 1922 года). Акт не был признан в Греции, откуда был назначен альтернативный епископ для осуществления контроля над архиепископией, что крайне расстроило течение церковной жизни в греческой общине США — вплоть до 1931 года.
В марте 1922 года издал томос о праве Константинополя на «непосредственный надзор и управление всеми без исключения православными приходами, находящимися вне пределов поместных православных Церквей, в Европе, Америке и других местах».
В марте 1923 года патриарх Мелетий вмешался в церковные дела в Польше, утвердив избрание митрополитом Варшавским епископа Дионисия (Валединского).
Томосом от 7 июля 1923 года принял в свою юрисдикцию Православную церковь в Эстонии (ранее Ревельская епархия Российской Церкви) — как автономный округ под именем «Эстонская православная митрополия».
С 10 мая по 8 июня 1923 года, по его инициативе и под его председательством в Константинополе проходил «Всеправославный конгресс» из девяти человек, в котором приняли участие архиепископ Александр (Немоловский) и архиепископ Анастасий (Грибановский), которые однако не были уполномочены представлять Русскую церковь. «Всеправославный конгресс» наметил целый ряд реформ, призванных облегчить унию с англиканами, в первую очередь календарную — были приняты решения об «исправлении» календаря и пасхалии Православной церкви. Также «Всеправославный конгресс» положительно высказался о допустимости вступления клириков в брак после хиротонии, в том числе и повторный (для вдовцов). Также было решено созвать Всеправославный или даже Вселенский собор.
8 июля 1923 года возглавил епископскую хиротонию эстонского протоиерея Германа Аава (Российская церковь), который вскоре стал первым предстоятелем автономной (в юрисдикции Константинопольского патриархата) Финляндской православной церкви; ещё ранее, 6 июля, Церкви Финляндии был дан томос о её новом статусе, против чего протестовали как Московская патриархия (постановление от 14 ноября 1923 года), так и Собор РПЦЗ (4—6 июня 1923 года).
Как предстоятель Константинопольской церкви, с осуждением относился к начавшемуся весной 1922 года в России движению обновленцев — позиция, которая сохранялась некоторое время и при его преемнике на Константинопольской кафедре Григории VII.
10 июля 1923 года был вынужден, под предлогом болезни, ввиду недовольства его деятельностью со стороны клира и мирян, покинуть Константинополь и удалиться на Афон; 20 сентября того же года, под давлением правительства Греции и Архиепископа Афинского Хризостома I, ушёл в отставку, что также совпало по времени с крахом военной кампании греков в Малой Азии.

### Патриарх Александрийский
20 мая 1926 года был избран на Александрийскую Патриаршую кафедру, на которой пребывал до своей смерти.

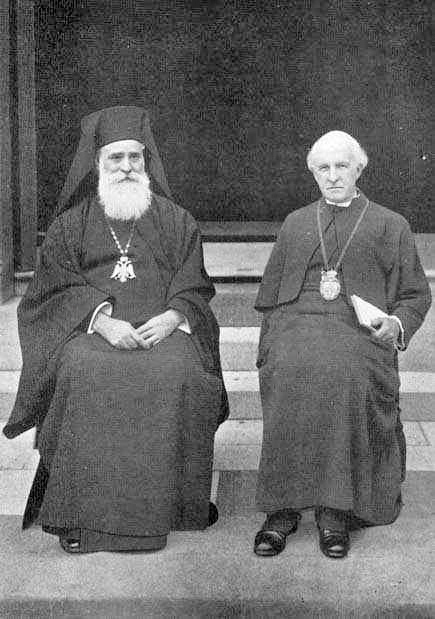
Патриарх Александрийский Мелетий II на встрече с архиепископом Кентерберийским Космо Гордон Лангом, 8 июля 1930 года.

В его патриаршество в Александрийской церкви был принят новоюлианский календарь и составлены документы, продолжающие быть основой её устройства: «Положение о священническом служении» (15 мая 1930 года), «Положение о Синоде» (13 ноября 1931 года), «Органический закон Греко-православной Александрийской Патриархии» (27 июня 1934 года). Мелетий укрепил за Александрийским патриархатом юрисдикцию надо всей Африкой, и, объезжая континент, учредил кафедры в Йоханнесбурге (1928), Бенгази, Тунисе (1931), Судане и Эфиопии. Для подготовки клира он основал Свято-Афанасиевское духовное училище в 1928 году, преобразованное в 1934 году в высшую духовно-педагогическую семинарию. В период его предстоятельства велось активное строительство новых храмов и благотворительных учреждений.
В 1930 году, в качестве главы церковной делегации Мелетий (Метаксакис) принял участие и в Ламбетской конференции, где вёл переговоры о единстве между англиканами и православными и признал силу англиканских хиротоний. Он также поучаствовал в Ватопедской межправославной комиссии в том же году по вопросу предстоящего диалога с Древневосточными православными церквями.
28 июля 1935 года после тяжелой шестидневной агонии скончался в Цюрихе (Швейцария); был похоронен в Каире с большими почестями.

## Оценка деятельности
В Русской православной церкви всегда господствовала негативная оценка деятельности Патриарха Мелетия: критике подвергаются как его поспешные реформы, так и та предположительно новая роль, которая при нём была воспринята Константинопольской Патриархией в отношении диаспоры.
Канонист и историк Сергей Троицкий отмечал: «<…> Проявилось это стремление в виде новоизмышленной теории об обязательном и исключительном подчинении Константинопольской Церкви всей православной диаспоры, всего православного „рассеяния“ (Вас. Вел. пр. 85), под которым греки стали понимать не только отдельных лиц, но и все православные приходы и даже епархии, находящиеся вне границ государств, в которых существуют Православные автокефальные Церкви. <…> Творцом этой теории является горячий панэллинист Китийский, а затем Афинский Митрополит, <…> Александрийский Патриарх Мелетий (Метаксакис 1871—1935), и теория эта не осталась на бумаге, но энергично и усиленно проводилась в жизнь как творцом теории, так и его преемниками по Константинопольской кафедре».
Богослов Алексей Буевский также писал: «Близкий друг Венизелоса, он всецело разделял политические устремления панэллинистов и своей бурной, но печальной памяти карьерой дал образец „иерарха-новатора“, безраздельно подчиняющего интересы Единой Церкви духу времени».
Не менее серьёзной критике подвергался он и со стороны консервативных представителей греческих церквей. Так, митрополит Керкирский Мефодий (Кондостанос) так охарактеризовал его: «Беглец со святых мест, из Китии, из Афин, из Константинополя, Мелетий Метаксакис — непостоянный и неспокойный властолюбивый дух, злой демон».
Наиболее непримиримые противники его реформ прекратили общение с придерживающимися нового календарного стиля и образовали старостильные церкви.
Являлся масоном, был членом Великой масонской ложи Греции.